# 736 Harvard
736 Harvard este un asteroid din centura principală, descoperit pe 16 noiembrie 1912, de Joel Metcalf.